# Шломит Ахарон
Шломит Ахарон (хебр. שלומית אהרון, романизовано Shlomit Aharon), рођена као Шломит Дабиник (хебр. שלומית דביניק; Тел Авив, 10. јул 1950) израелска је поп певачица, најпознатија као певачица у поп групи Hakol Over Habibi.
Заједно са групом Нakol Over Habibi представљала је Израел на Евросонгу у Даблину 1981, а њихова песма Halayla (у преводу Вечерас) заузела је укупно 7. место са 65 освојених поена. Занимљиво је да је њена група на Евросонгу требало да изводи и песме A-Ba-Ni-Bi и Hallelujah које је Шломит одбила из личних разлога, а обе песме су својевремено победиле на том такмичењу у извођењу Изара Коена и Гали Атари. 
Поред укупно десет студијских албума које је објавила као чланица Хабиби групе, Ахаронова је објавила и 5 солистичких студијских албума. Наступала је и у позоришту играјући у мјузиклима, а такође је у неколико наврата посуђивала свој глас у синхронизацијама неколико анимираних филмова на хебрејски језик. 
Била је у браку са колегом из бенда Јувалом Дором са којим има двоје деце. 